# Acacia obovata
Acacia obovata é uma espécie de leguminosa do gênero Acacia, pertencente à família Fabaceae.